# Digby (hrabstwo)
Digby – historyczne hrabstwo (geographic county) kanadyjskiej prowincji Nowa Szkocja z ośrodkiem w Digby, powstałe w 1837, współcześnie jednostka podziału statystycznego (census division). Według spisu powszechnego z 2016 obszar hrabstwa to: 2516,43 km², a zamieszkiwało wówczas ten obszar 17 323 osoby.
Hrabstwo, którego nazwa pochodzi od miana stolicy, zostało wydzielone 21 kwietnia 1837 z hrabstwa Annapolis, od 1861 dzieli się na dwa dystrykty: Clare i Digby.
Według spisu powszechnego z 2011 obszar hrabstwa zamieszkiwało 18 036 mieszkańców; język angielski był językiem ojczystym dla 67,8%, francuski dla 31,1% mieszkańców.